# 尕羊乡
尕羊乡，是中华人民共和国青海省玉树藏族自治州囊谦县下辖的一个乡镇级行政单位。

## 行政区划
尕羊乡下辖以下地区：
茶滩村、麦多村、麦买村和色青村。